# Кренуинкел, Патрисия
Патри́сия Диа́на Кренуи́нкел (англ. Patricia Dianne Krenwinkel; 3 декабря 1947, Лос-Анджелес, Калифорния) — американская убийца, бывшая последовательница деструктивной секты «Семья» Чарльза Мэнсона. Будучи членом «Семьи», Патрисия имела множество псевдонимов — Большая Пэтти, Еллоу, Марни Ривз и Мэри Энн Скотт, но другие члены «Семьи» чаще называли её Кэти.
В настоящее время является женщиной, отбывшей самый большой тюремный срок на территории США.

## Ранняя жизнь
Патрисия Кренуинкел родилась 3 декабря 1947 года в Лос-Анджелесе, Калифорния, в семье страхового агента и домохозяйки. Она училась в «Юниверсити Хай Скул» и «Уэстчестер Хай Скул» в Лос-Анджелесе. В школе девочка часто становилась жертвой издевательств со стороны других учеников и страдала от низкой самооценки; её также дразнили за полноту и вызванное эндокринным заболеванием чрезмерное количество волос на теле.
После развода родителей 17-летняя Патрисия оставалась вместе с отцом в Лос-Анджелесе вплоть до окончания школы. В течение некоторого времени она намеревалась стать монахиней и изучала катехизис. В конечном итоге она поступила в иезуитский колледж «Спринг Хилл» в Мобил, Алабама, но проучившись один семестр, бросила колледж и вернулась обратно в Калифорнию, где поселилась в квартире своей сводной сестры в Манхэттен-Бич и устроилась работать клерком.

## Ранние годы в «Семье»
Патрисия встретила Чарльза Мэнсона в Манхэттэн-Бич в 1967 году, вместе с Линетт Фромм и Мэри Бруннер, которые уже были известны как «девочки Чарли». В последующих интервью Патрисия утверждала, что переспала с Мэнсоном уже в первую ночь их знакомства, и что он был первым человеком, который назвал её «красавицей». Ослеплённая харизмой Мэнсона и жаждущая внимания Патрисия отправилась вместе с ним и девочками в Сан-Франциско, оставив квартиру, машину и последнюю зарплату.
«Семья» Мэнсона росла, и вскоре Кренуинкел (теперь известная как «Кэти») отправилась вместе с другими участниками в 18-месячное путешествие по западу Америки в переделанном старом школьном автобусе. Впоследствии она рассказывала об идеализированной ею версии «Семьи» в ранние дни: «Мы были словно лесные нимфы и лесные создания. Мы бежали через лес с цветами в наших волосах, а Чарли играл на маленькой флейте». Летом 1968 года Патрисия и последовательница «Семьи» Элла Бейли путешествовали автостопом по Лос-Анджелесу. Бывший участник и барабанщик группы Beach Boys Деннис Уилсон предложил их подвезти. Деннис привёз их в свой дом и предложил переночевать. Когда он сам отправился на студию звукозаписи, Патрисия и Элла связались с «Семьёй» и сообщили о своём новом ночлеге. Возвратившись вечером домой, Вильсон внезапно обнаружил Мэнсона и других членов «Семьи», веселящихся в самом особняке и снаружи. Причинив Уилсону значительные финансовые проблемы, Мэнсон и остальные покинули особняк.
После того, как движение хиппи сошло на нет в 1969 году, Патрисия и другие решили жить в изоляции от общества. Им удалось убедить пожилого незрячего Джорджа Спэна позволить им жить на ранчо Спэн на холмах в долине Сан-Фернандо. Патрисия выполняла роль матери для некоторых детей, рождённых в «Семье», и многие видели в ней активного и преданного последователя Чарльза Мэнсона.

## Тейт и Ла-Бьянка
Патрисия участвовала в печально известных убийствах на Сьело-драйв, 10050, доме актрисы Шерон Тейт и режиссёра Романа Полански. Шерон Тейт находилась на 9-м месяце беременности. Убив Стивена Пэрента в машине по дороге к особняку, Чарльз «Текс» Уотсон ворвался в дом вместе с Патрисией и Сьюзан Аткинс. После начала резни Патрисия вытащила наследницу кофейной империи Эбигейл Фолджер из спальни в гостиную и нанесла ей ножевые ранения. Патрисии удалось поймать Фолджер, когда та попыталась спастись после первой серии ударов. В соответствии с показаниями Патрисии, она повалила Фолджер на землю и продолжала наносить ей ножевые ранения. Жертва умоляла её остановиться, крича: «Прекрати, я уже мертва». Кренуинкел продолжала наносить ножевые ранения с такой силой, что белая ночная рубашка жертвы стала полностью красной от крови. После этого Кренуинкел вернулась назад и позвала Уотсона, который также нанёс Эбигейл ножевые ранения. Во время судебного процесса Кренуинкел говорила: «Я колола её и продолжала её колоть». Когда её спросили, что она чувствовала при этом, она ответила: «Ничего. Я имею в виду, что тут ещё говорить? Это было только там, и это было правильно». По приказу Мэнсона Кренуинкел охотно приняла участие и в других убийствах следующей ночью. Патрисия подробно изложила события 10 августа 1969 года во время слушания по условно-досрочному освобождению 29 декабря 2016 года. Вместе с Мэнсоном, Уотсоном, Стивом Гроганом, Лесли Ван Хаутен и Линдой Касабиан Патрисия добралась до дома бакалейщика Лино ЛаБьянка и его жены Розмари ЛаБьянка, расположенного на Уэйверли драйв в Лос-Анджелесе, районе Лос-Фелиз. После того, как Мэнсон и Уотсон связали пару, Мэнсон приказал Патрисии и Лесли идти вместе с Уотсоном и делать всё, что тот скажет. Уотсон приказал Кренуинкел и Ван Хаутен отвести миссис ЛаБьянка в спальню и убить её. Оставив Мэнсона, Аткинс, Грогана и Касабиан в машине снаружи, трио приступило к убийству ЛаБьянка. Кренуинкел взяла нож из кухонного ящика. Вместе с Ван Хаутен она связала Розмари шнуром от лампы и надела ей на голову наволочку. Будучи удерживаемой в спальне, миссис ЛаБьянка могла слышать крики своего мужа, который находился в гостиной и молил о пощаде, в то время как Уотсон наносил ему ножевые ранения. Она стала сопротивляться. Ван Хаутен побежала к Уотсону; он приказал ей «сделать хоть что-нибудь». Кренуинкел взяла вилку на кухне и нанесла ею ранение мистеру ЛаБьянка. Затем она смочила полотенце в его крови и написала на стене надписи. Снова взяв нож, Кренуинкел стала наносить ножевые ранения миссис ЛаБьянка, в то время как её удерживала Ван Хаутен, но нож погнулся и она не смогла ранить женщину. Ван Хаутен позвала Уотсона, который дал ей другой нож. В итоге Ван Хаутен и Уотсон нанесли Розмари смертельные ножевые ранения. В соответствии с показаниями, данными помощнику окружного прокурора Лос-Анджелеса, Лино ЛаБьянка получил 26 резаных и 14 колотых ножевых ранений. Согласно книге Уотсона «Ты умрёшь за меня?», именно он вырезал на животе Лино ЛаБьянка слово «ВОЙНА» (WAR), но другими исследователями это действие приписывается Кренуинкел. Впоследствии Уотсон также утверждал, что пошёл в душ, чтобы смыть с себя кровь, и в то время, пока он мылся, Кренуинкел нанесла мёртвому Лино несколько ножевых ранений, воткнула ему в живот вилку для мяса и небольшой нож для стейка в шею. Патрисия подтвердила это в своём интервью. Вся посуда была взята с кухни. Патрисия написала кровью на стене «СМЕРТЬ СВИНЬЯМ» и «Хелтер Скелтер» (с ошибкой) на холодильнике.
Позднее отвечая на вопросы, Патрисия говорила, что в тот момент у неё в голове крутилась только одна мысль — «Ему больше не придётся посылать никого из своих детей на войну». Перед тем, как добраться автостопом до ранчо Спан, трио некоторое время оставалось в особняке — поедая еду, моясь в душе и играя с двумя собаками ЛаБьянка. В это время Мэнсон, Гроган, Аткинс и Касабиан, предположительно, катались по округе Лос-Анджелеса в поисках других жертв, но их поиски не увенчались успехом.

## Арест
В то время как полиция Лос-Анджелеса была занята поисками любых возможных зацепок, на ранчо Спэн стали распространяться слухи о возможном участии Патрисии и других в убийствах. Согласно независимому расследованию, проведённому департаментом шерифа округа Лос-Анджелес, некоторые части украденных машин были замечены на ранчо Спэн. 16 августа 1969 года, спустя неделю после совершения убийств, Кренуинкел, Мэнсон и другие члены «Семьи» были арестованы полицией по подозрению в угоне автомобилей. Из-за ошибки в базе данных ордер на обыск вскоре был признан недействительным, и группа была освобождена. После этого «Семья» стала терять своих последователей одного за другим — во многом из-за рейда, возможного участия «Семьи» в убийствах и распространения новых слухов об убийстве работника ранчо Дональда «Коротышки» Ши. После обыска 16 августа и убийства Ши Мэнсон решил переселить «Семью» на ранчо Баркер, находящееся в Долине Смерти. Баркер стало новым домом для «Семьи». Находясь на ранчо Баркер с августа по октябрь, группа занималась переделкой украденных машин в багги, но новый обыск правоохранительных органов не заставил себя долго ждать. 10 октября 1969 года группа была снова арестована. Отец Кренуинкел внёс за неё залог, чтобы освободить её из тюрьмы, после чего она сразу же вернулась на ранчо. После возвращения Мэнсон приказал Патрисии отправиться в Алабаму и оставаться там вместе с матерью до тех пор, пока она не получит от него весточку о возвращении. Она не получала никаких вестей, так как 12 октября Мэнсон уже был арестован. Находясь в тюрьме, Сьюзан Аткинс стала рассказывать о своём участии в убийствах сокамерницам — Виргинии Грэм и Веронике Говард. Благодаря признанию Аткинс Патрисия была арестована в доме своей тёти 1 декабря 1969 года и в тот же день обвинена в 7-ми убийствах 1-й степени и заговоре с целью совершить убийство. После ареста Патрисия пыталась препятствовать своей выдачи в Калифорнию и утверждала, что отправилась в Алабаму потому, что боялась, что Мэнсон найдёт её и убьёт. В конце концов она добровольно вернулась в Калифорнию в феврале 1970 года, чтобы участвовать в судебном процессе вместе с Мэнсоном, Аткинс и Ван Хаутен. Судебный процесс Чарльза Уотсона проходил отдельно из-за его неудачных попыток препятствовать своей выдаче из Техаса.

## Судебный процесс
Адвокат Кренуикенл, Пол Фитцджеральд, предположил, что, даже несмотря на то, что её отпечатки были найдены внутри дома, она скорее была «приглашённым гостем или другом», нежели соучастницей. Будучи напуганной из-за возможного обвинительного приговора и смертной казни, во время судебного процесса Кренуинкел большую часть времени проводила за рисованием картинок с дьяволом и другими сатанинскими персонажами. Также она оставалась лояльной «Семье» и Мэнсону. Взявшись за руки вместе с Аткинс и Ван Хаутен, она пела вместе с ними песни, написанные Мэнсоном, а также побрила свою голову и выцарапала у себя на лбу косой крест. После 9-месячного судебного процесса 29 марта 1971 года она была признана виновной по всем пунктам обвинения и приговорена к смертной казни. Вскоре она и две другие приговорённые к смертной казни женщины были перевезены из Лос-Анджелеса в Калифорнийское учреждение для женщин возле Короны, Калифорния, где их поместили в новые камеры, построенные специально для них.

## Тюремная жизнь
Кренуинкел прибыла в камеру смертников Калифорнии 28 апреля 1971 года. Она получила смертный приговор по обвинению в 7-ми убийствах 1-й степени — за 9 августа 1969 года (Абигайл Энн Фолджер, Войтек Фрайковски, Стивен Эрл Пэрент, Шерон Тейт Полански и Джей Сибринг) и за 10 августа 1969 года (Лино и Розмари ЛаБьянка). Она также была обвинена в заговоре с целью совершить убийство. Смертный приговор Кренуинкел был автоматически заменён на пожизненное заключение после того, как верховный суд Калифорнии отменил все смертные приговоры, принятые до 1972 года. После начала своей новой тюремной жизни Кренуинкел оставалась лояльной «Семье», однако со временем начала отдаляться от неё. Желая отдалиться от Мэнсона, она поддерживала свою «чистую» тюремную репутацию и получила степень бакалавра социального обеспечения в университете Ла-Верн. Она является активной участницей программ «Анонимные Алкоголики» и «Анонимные Наркоманы», некоторое время учила письму неграмотных заключённых, а также сочиняет стихи и музыку, играет на гитаре, играет в тюремной волейбольной команде и даёт уроки танцев.
В настоящее время Патрисия находится в Калифорнийском учреждении для женщин в Чино, Калифорния. В интервью с Дианой Сойер в 1994 году она сказала: «Каждый день я просыпаюсь с осознанием того, что я — разрушитель самой драгоценной вещи на Земле, жизни; и я делаю это потому, что это то, чего я заслуживаю — просыпаться каждый день и знать это». Во время этого же интервью Патрисия проявила раскаяние по отношению к Абигайл Фолджер: «Это была девушка, которую я убила, и у которой были родители. Она должна была жить, а её родители никогда не должны были видеть её мертвой». Кренуинкел также утверждала, что Мэнсон лгал, когда говорил о том, что никому не приказывал совершать убийства.
Первое слушание по условно-досрочному освобождению Патрисии Кренуинкел прошло 17 июля 1978 года.
Во время слушания 2004 года Кренуинкел говорила, что ставит себя на первое место среди людей, которым она причинила наибольший вред. Она получила отказ в условно-досрочном освобождении; по мнению комиссии, Кренуинкел «все ещё представляла собой общественную угрозу». Во время слушания в январе 2011 года комиссия, состоявшая из 2-х человек, сообщила, что Кренуинкел не будет иметь права на слушание по условно-досрочному освобождению в течение последующих 7 лет. Комиссия сообщила, что на их решение повлияла память о преступлениях и полученные 80 писем, требовавшие её дальнейшего заключения.
Во время слушания 29 декабря 2016 года решение об условно-досрочном освобождении было отложено из-за утверждения адвоката, что Кренуинкел могла страдать «синдромом забитой женщины», находясь под контролем Мэнсона и было возобновлено 22 июля 2017 года. В итоге Кренуинкел было снова отказано в условно-досрочном освобождении. Следующее слушание не раньше, чем через 5 лет после последнего, в 2022 году.
К настоящему времени Патрисия Креуинкел и Лесли ван Хаутен пробыли в заключении более пятидесяти лет. После смерти Сьюзан Аткинс, также бывшей членом Семьи, заключённой за её преступления и умершей в тюрьме, Креуинкел стала женщиной, пробывшей самое долгое время в заключении на территории США за всю их историю. В мае 2022 года Кренуинкел получила УДО, которое должно было вступить в силу после октября того же года в случае согласия губернатора штата Калифорния.15 октября 2022 года губернатор Калифорнии Гэвин Ньюсом отменил решение об УДО, пояснив, что заключённая по-прежнему представляет серьёзную угрозу общественной безопасности.